# OR51E2
OR51E2 (англ. Olfactory receptor family 51 subfamily E member 2) – білок, який кодується однойменним геном, розташованим у людей на короткому плечі 11-ї хромосоми. Довжина поліпептидного ланцюга білка становить 320 амінокислот, а молекулярна маса — 35 493.
| 10         |  | 20         |  | 30         |  | 40         |  | 50         |
| ---------- |  | ---------- |  | ---------- |  | ---------- |  | ---------- |
| MSSCNFTHAT |  | FVLIGIPGLE |  | KAHFWVGFPL |  | LSMYVVAMFG |  | NCIVVFIVRT |
| ERSLHAPMYL |  | FLCMLAAIDL |  | ALSTSTMPKI |  | LALFWFDSRE |  | ISFEACLTQM |
| FFIHALSAIE |  | STILLAMAFD |  | RYVAICHPLR |  | HAAVLNNTVT |  | AQIGIVAVVR |
| GSLFFFPLPL |  | LIKRLAFCHS |  | NVLSHSYCVH |  | QDVMKLAYAD |  | TLPNVVYGLT |
| AILLVMGVDV |  | MFISLSYFLI |  | IRTVLQLPSK |  | SERAKAFGTC |  | VSHIGVVLAF |
| YVPLIGLSVV |  | HRFGNSLHPI |  | VRVVMGDIYL |  | LLPPVINPII |  | YGAKTKQIRT |
| RVLAMFKISC |  | DKDLQAVGGK |  |            |  |            |  |            |

A: Аланін

C: Цистеїн

D: Аспарагінова кислота

E: Глутамінова кислота

F: Фенілаланін

G: Гліцин

H: Гістидин

I: Ізолейцин

K: Лізин

L: Лейцин

M: Метіонін

N: Аспарагін

P: Пролін

Q: Глутамін

R: Аргінін

S: Серин

T: Треонін

V: Валін

W: Триптофан

Кодований геном білок за функціями належить до рецепторів, g-білокспряжених рецепторів, білків внутрішньоклітинного сигналінгу. 
Локалізований у клітинній мембрані.